# Szilas (Sodolovce)
Szilas (horvátul: Silaš, szerbül: Силаш) falu Horvátországban, Eszék-Baranya megyében. Közigazgatásilag Sodolovcéhez tartozik.

## Fekvése
Eszéktől légvonalban 17, közúton 18 km-re délre, Diakovártól légvonalban 31, közúton 39 km-re északkeletre, községközpontjától légvonalban 12, közúton 18 km-re keletre, Szlavónia keleti részén, a Szlavóniai-síkságon, Tenye és Kórógy között fekszik.

## Története
A falu a 20. század elején keletkezett a német származású vukovári Eltz család birtokán, akik a környező földek megművelésére magyar és horvát családokat telepítettek be. Nevét is ők adták a falunak szilfákban gazdag határáról. 1910-ben 30 lakosa volt. Szerém vármegye Vukovári járásának része volt. Az 1910-es népszámlálás adatai szerint lakosságának 90%-a magyar, 10%-a horvát anyanyelvű volt. Az első világháború után 1918-ban az új szerb-horvát-szlovén állam, majd később (1929-ben) Jugoszlávia része lett. 1922-ben Dalmácia, a Bánság, Lika, a Kordun és Montenegró területéről főként szerb családokkal telepítették be. 1991-től a független Horvátországhoz tartozik. 1991-ben lakosságának 91%-a szerb, 4%-a jugoszláv nemzetiségű volt. A délszláv háború idején részben innen támadták a szerb erők a szomszédos Kórógy és Szentlászló magyarlakta településeket. 2011-ben a falunak 476 lakosa volt.

## Lakossága
| Lakosság változása | Lakosság változása | Lakosság változása | Lakosság változása | Lakosság változása | Lakosság változása | Lakosság változása | Lakosság változása | Lakosság változása | Lakosság változása | Lakosság változása | Lakosság változása | Lakosság változása | Lakosság változása | Lakosság változása | Lakosság változása |
| ------------------ | ------------------ | ------------------ | ------------------ | ------------------ | ------------------ | ------------------ | ------------------ | ------------------ | ------------------ | ------------------ | ------------------ | ------------------ | ------------------ | ------------------ | ------------------ |
| 1857               | 1869               | 1880               | 1890               | 1900               | 1910               | 1921               | 1931               | 1948               | 1953               | 1961               | 1971               | 1981               | 1991               | 2001               | 2011               |
| 0                  | 0                  | 0                  | 0                  | 0                  | 30                 | 89                 | 517                | 747                | 791                | 846                | 734                | 692                | 680                | 608                | 476                |

(1921-ig településrészként, 1931-től önálló településként.)

## Gazdaság
A helyi gazdaság alapja a mezőgazdaság és az állattartás.

## Nevezetességei
Szent Illés próféta tiszteletére szentelt szerb pravoszláv temploma a legújabb időkben épült.

## Kultúra
A KUU „Zora” kulturális és művészeti egyesületet 2006-ban alapították. Az egyesület elsősorban azzal a céllal jött létre, hogy a szerb nemzeti kisebbség hagyományát és kultúráját irodalmi, folklór és színjátszó tevékenysége révén megőrizze. Alapítása óta mintegy 60 aktív tagja volt, akik 7 és 60 év közöttiek. Történetük során felléptek már Bosznia, Szerbia és Magyarország fesztiváljain és néhány helyen Horvátországban is. Az egyesület minden év júniusában megrendezi a „Silašijada” folklórfesztivált.

## Oktatás
A faluban a tenyei elemi iskola alsó tagozatos területi iskolája működik.

## Sport
Az NK Silaš labdarúgóklubot 1922-ben alapították, a második világháború után a „Crvena Zvezda” (Vörös Csillag) nevet vette fel. Az 1990-es években beszüntette működését.